# Saint-Étienne-d'Albagnan
Saint-Étienne-d'Albagnan è un comune francese di 297 abitanti situato nel dipartimento dell'Hérault nella regione dell'Occitania.

## Società

### Evoluzione demografica
Abitanti censiti